# شركة ويست إ زك للاستشارات
شركة ويست إي زك للاستشارات WestExec Advisors LLC هي شركة استشارية تأسست في عام 2017 من قبل أنتوني بلينكين وميشيل فلورنوي وسيرجيو أغيري ونيتين تشادا، وجميعهم من المسؤولين السابقين في إدارة أوباما. وعملت ليزا موناكو وروبرت أو وورك وديفيد إس كوهين أيضًا ضمن موظفي الشركة.
في مقابلة مع وكالة انترسيبت ، أوضحت فلورنوي أن الشركة تسعى إلى توظيف «أشخاص خرجوا مؤخرًا من الحكومة (بعد انتهاء إدارة اوباما)» ولديهم «معرفة وخبرة واتصالات وشبكات حالية». تتجنب الشركة وشركاؤها أن يصبحوا جماعات ضغط مسجلة أو وكلاء أجانب حتى يتمكنوا من (إعادة) دخول الخدمة الحكومية دون تأخير. وهي لا تفصح عن عملائها المحظور الكشف عن أسمائهم باتفاقيات عدم إفشاء الاسرار والمعلومات.

## التسمية
سميت الشركة في البداية باسم ويست ايكسيكيوتيف افينيو، وهو شارع بالقرب من West Wing. يقع على بُعد أمتار قليلة إلى الغرب من البيت الأبيض، ومُلاصِق للمكتب البيضاوي من ناحية ولمبنى أيزنهاور التنفيذي من ناحية، وتم تأسيس الشركة استشارات باسم «مستشاري وِست إگزِك» حالما انتهت رئاسة أوباما

## العملاء والأنشطة
على الرغم من أن ويست ا زيك لا تكشف عن قائمة عملائها، فقد تم الإبلاغ عن البعض منهم. ومن بين عملائها شركة جوجل، وحاضنة الأعمال جيغسوا Jigsaw وهي حاضنة أعمال تكنولوجية تابعة لشركة غوغل، متخصصة في استخدام التكنولوجيا لمعالجة تحديات مثل الإرهاب والتطرُّف على الإنترنت والهجمات السيبرانية وخطاب الكراهية، أيضا ويندوارد وهي شركة ذكاء اصطناعي إسرائيلية أسَّسها ضابطان في البحرية الإسرائيلية، ويضم مجلس إدارتها رئيس الأركان الإسرائيلي السابق، «جابي أشكنازي»، كما يملك مدير الاستخبارات الأميركية السابق «ديفيد پترايوس» استثمارا فيها؛ وشركة شيلد أل Shield AI ، وهي شركة مراقبة متخصصة بنظام طائرات بدون طيار؛ 
بموجب إقرار الذمة المالية الذي قدمه فريق بايدن الانتقالي في ديسمبر 2020 ، أعلن المرشح لمنصب وزير الخارجية أنتوني بلينكين أن عملاء الشركة يشملون «عملاق الاستثمار مجموعة بلاكستون ، بنك أمريكا ، وفيسبوك، وأوبر، وشركة ماكنزي، والتكتل الياباني مجموعة سوفت بنك، والمستحضرات الصيدلانية شركة غيلياد ساينسز، والبنك الاستثماري لازار وبوينغ وإيه تي آند تي ورويال بنك أف كندا ولينكد إن سوذبيز». في شكل مماثل، كشفت مستشارة الأمن القومي المعينة أفريل هينز أن الشركة قد عملت مع شركة استخراج البيانات بالانتير للتكنولوجيا.

## فريق العمل
- أنتوني بلينكن [15]
- ميشيل فلورنوي
- سيرجيو اغويري
- نيتين تشادا
- لينكولن بلومفيلد
- اللواء تشارلي بولدن
- مايكل كاميليري
- الجنرال فينسنت ك. بروكس،
- إيبوني كارول
- رون كلارك
- ديفيد س. كوهين
- إلبريدج كولبي

## روابط خارجية
- الموقع الرسمي westexec.com